# X.500
Der X.500-Standard der ITU-T ist ein Begriff aus der Computertechnik. Er beschreibt den Aufbau eines Verzeichnisdienstes. Auf diesen Verzeichnisdienst kann global zugegriffen werden. 
Es gibt keine vollständige Implementierung von X.500, da der Standard sehr umfangreich ist und auf einem ISO/OSI-Stack aufsetzt, was die Implementierung schwierig und rechenintensiv machte und damit einen Erfolg verhinderte. Ein übergreifender Verzeichnisdienst auf der Basis von X.500 hatte sich Anfang der 1990er Jahre zwischen Universitäten und Forschungseinrichtungen entwickelt und ist weiterhin im Einsatz.
Der Standard X.509 für eine kryptographische Public-Key-Infrastruktur, der ursprünglich auf X.500 aufbauen sollte, erreichte eine weite Verbreitung. Ein verbreitetes Protokoll, das auf X.500 basiert, aber nicht all dessen Anforderungen entspricht, ist LDAP.

## Normen und Standards
- X.Imp500 Directory Implementors' Guide
- X.500 Information technology – Open Systems Interconnection – The Directory: Overview of concepts, models and services
- X.501 Information technology – Open Systems Interconnection – The Directory: Models
- X.509 Information technology – Open Systems Interconnection – The Directory: Public-key and attribute certificate frameworks
- X.511 Information technology – Open Systems Interconnection – The Directory: Abstract service definition
- X.518 Information technology – Open Systems Interconnection – The Directory: Procedures for distributed operation
- X.519 Information technology – Open Systems Interconnection – The Directory: Protocol specifications
- X.520 Information technology – Open Systems Interconnection – The Directory: Selected attribute types
- X.521 Information technology – Open Systems Interconnection – The Directory: Selected object classes
- X.525 Information technology – Open Systems Interconnection – The Directory: Replication
- X.530 Information technology – Open Systems Interconnection – The Directory: Use of systems management for administration of the Directory